# شهر بایما، گوانگان
شهر بایما، گوانگان (به لاتین: Baima Township) یک شهرک در جمهوری خلق چین است که در بخش گوانگان واقع شده‌است. شهر بایما ۲۹۷ متر بالاتر از سطح دریا واقع شده‌است.